# Carbón dulce

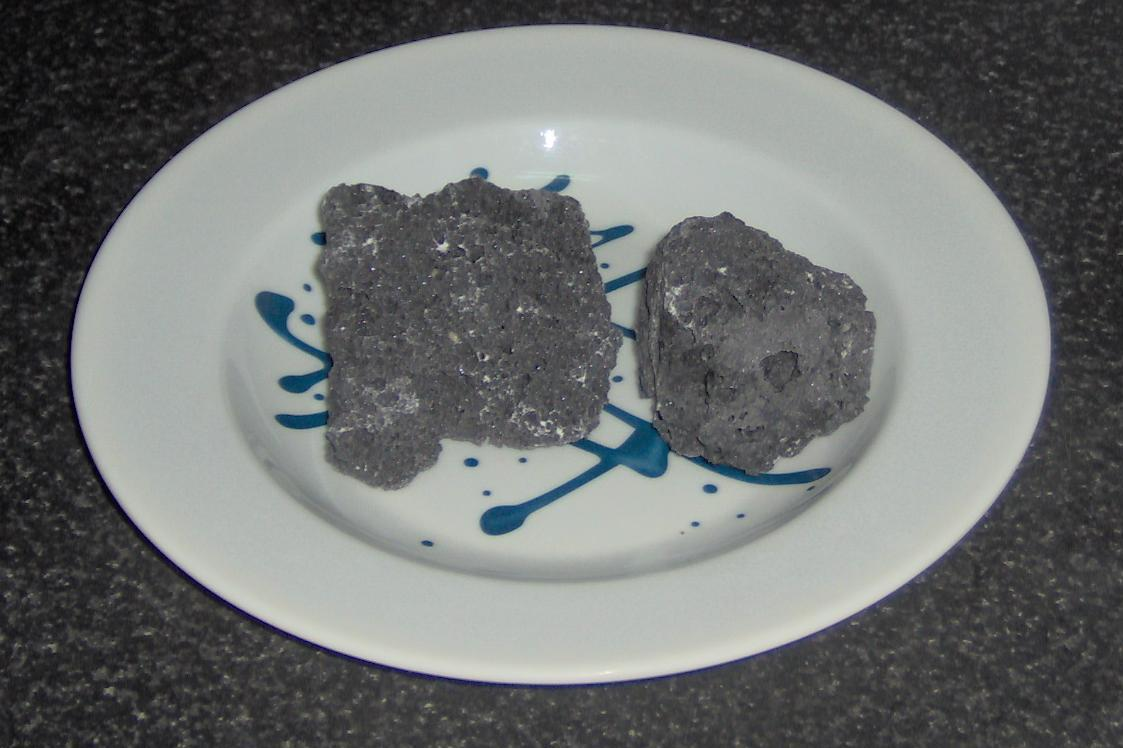
Carbón dulce.

Carbón dulce ou carbón de reyes (littéralement en français « charbon sucré » et « charbon des rois mages ») sont les appellations d'une sucrerie typique des fêtes de Noël en Espagne. Cette sucrerie ressemble en apparence à un morceau de charbon, d’où l’origine de son nom. Il est généralement offert le 6 janvier, jour de l’Épiphanie, aux enfants qui n’ont pas été sages pendant l’année.

## Descriptif
Le carbón dulce est une sucrerie qui, comme son nom l’indique, s’apparente au charbon. Cette sucrerie se présente donc sous un aspect noir et rocailleux, à la consistance assez dure. Elle possède une forte teneur en sucre.

## Fabrication
La préparation du carbón dulce est à base de sucre et d’eau (un glaçage). Au préalable, il est nécessaire d’ajouter un colorant noir pour donner sa couleur à la confiserie. Sa fabrication consiste à réaliser une sorte de mousse qui, en refroidissant, ressemble au charbon. La première étape de la fabrication consiste à préparer à froid le glaçage, en mélangeant 80 % de sucre glace pour 20 % d’eau, jusqu’à l’obtention d’une pâte homogène à laquelle on rajoute le colorant noir pour lui donner sa couleur usuelle.
Un sirop est ensuite préparé, également à base d’eau et de sucre, à l’état de caramel mou (pour cela, il est nécessaire de porter la préparation à 128 °C). Une fois retirée du feu, on ajoute à cette préparation le sucre glace sans cesser de remuer en cercle afin de faire monter la préparation en une sorte de mousse. Il ne reste ensuite qu’à laisser refroidir la préparation.

## Légendes
Selon les régions d'Espagne ou même de France, offrir du carbón dulce aux enfants est un usage qui tire ses origines de légendes inscrites dans un cadre chrétien, celui de la venue des Rois Mages après la naissance de l'Enfant Jésus. Selon les localités, l'histoire connaît quelques variantes, et ce particulièrement en ce qui concerne le ou les personnages issus des légendes locales ou de la tradition chrétienne.

### Page Carbonilla et Rois Mages
Selon la tradition espagnole, le 6 janvier, jour de l’Épiphanie, les Rois Mages apportent aux enfants des cadeaux. Mais la légende raconte que les Rois Mages se sont rendu compte que certains enfants n’étaient pas bien sages. Ainsi ils décidèrent d’envoyer un de leurs pages afin que celui-ci les surveille toute l’année et qu’il puisse décider si les enfants méritaient des cadeaux ou non. Le constat du page était sans appel : de nombreux enfants n’étaient pas sages du tout, et les Rois Mages décidèrent de mettre en place une sorte de cadeau qui ferait office de réprimande. C’est alors que le page eut l’idée d’offrir du charbon aux enfants qui ne se montraient pas sages, ce qui selon lui était une bonne idée pour leur jouer un tour. En cette époque lointaine, toutes les maisons possédaient une cheminée et puisqu’à cette époque de l’année il fait froid, il restait toujours un peu de charbon dans ces cheminées. Offrir un morceau de ce bois calciné revenait à offrir quelque chose d’inutile, ce qui constituait pour ce page une punition satisfaisante.
Depuis lors, le page chargé de surveiller les enfants espiègles s’appelle Carbonilla (de l’espagnol carbón, « charbon »). Mais dans les temps modernes, le charbon qu’il leur offre est en sucre car, au fond, les Rois Mages n’aiment pas punir les enfants. Il est également courant d’offrir du charbon aux enfants qui ont été sages, tout comme ceux qui ne l’ont pas été, comme un symbole de rappel ou d’avertissement de ce qui peut se passer si dans l’année leur comportement n’est pas exemplaire. Après ces jours de fêtes aux repas souvent copieux et gourmands, le charbon se charge de rappeler aux personnes qu’il faut prendre de bonnes résolutions pour la nouvelle année et améliorer leur comportement, enfant comme adulte.

### Befana
En Espagne, les Rois Mages sont chargés d’apporter les cadeaux mais aussi le charbon, bien que la figure du Père Noël soit de plus en plus présente. Dans certains pays comme l’Italie ou la Suisse, la légende de la vieille Befana est très répandue. On pourrait la comparer à l’équivalent féminin de saint Nicolas, étant donné que ces personnages font leur apparition à la même époque de l’année, au cours du mois de décembre.
La légende raconte que cette vieille femme balayait sa maison lorsque les Rois Mages en route vers Bethléem (Belén en espagnol) la rencontrèrent et l’invitèrent à venir avec eux. Elle refusa de les accompagner mais en guise de punition la vieille femme doit distribuer des dons aux enfants pour l'éternité. Elle est accompagnée de son âne chargé de douceurs et de charbon. Dans les maisons italiennes, on accroche une chaussette sur la cheminée pour que Befana la remplisse de cadeaux si les enfants ont été sages. Dans le cas contraire, elle leur remplira de charbon.

### Charbonnier Olentzero ouel tió

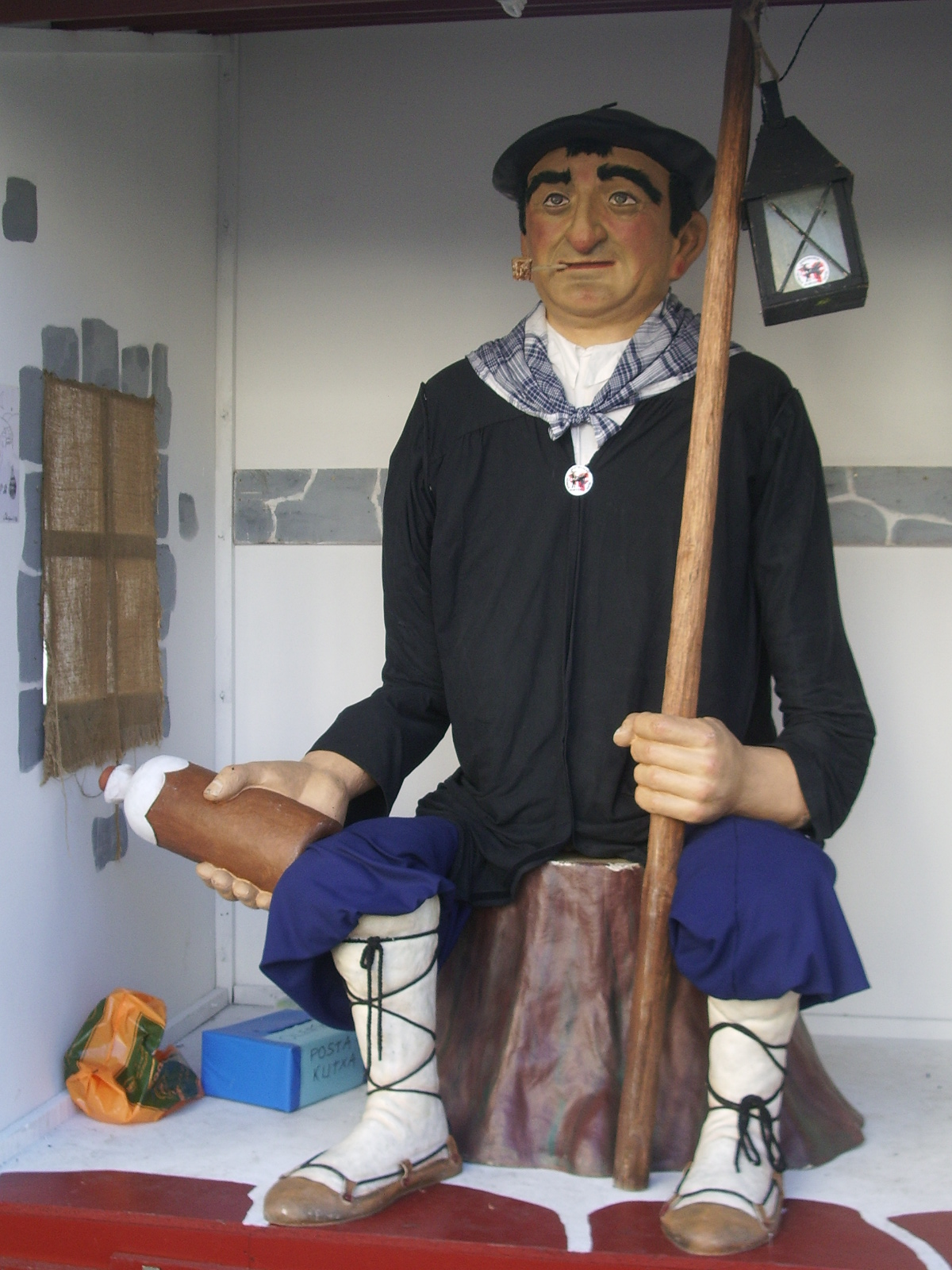
Le personnage basque d'Olentzero.

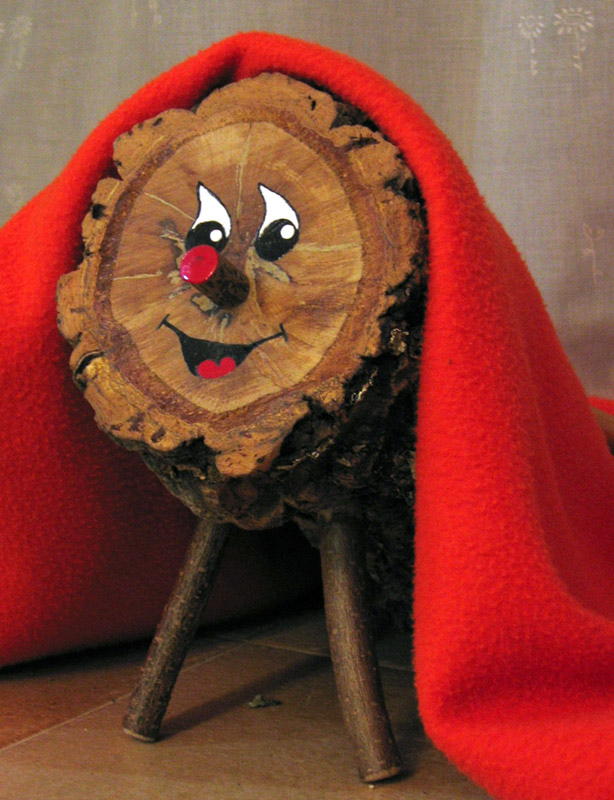
Tió de Nadal, tronc de bois recouvert d'une couverture ou drap.

Au Pays basque espagnol et français, un personnage à la réputation de gourmand et buveur est connu sous le nom d’Olentzero ou de Nadal Tió. C’est un charbonnier grand et joyeux, qui habite la montagne. Le 24 décembre, ce charbonnier recouvert de taches de suie descend dans les villes et villages pour annoncer la naissance de l'Enfant Jésus. Il distribue des châtaignes et du vin aux adultes et des jouets pour les plus jeunes. Il parcourt toute la région et fait de nombreuses haltes. Sur son chemin, les jeunes gens chantent des chants de Noël traditionnels. Cette tradition varie légèrement selon les régions du Pays basque et de la Catalogne.
| Texte basque | Texte français |
| Olentzero juantzaigu mendira lanera intentziuarekin ikatz egitera adittu duenian Jesus jaio dela lasterka etorri da parte ematera | Olentzero nous a quitté vers la montagne pour travailler désirant faire du charbon quand il a entendu que Jésus était né il est venu en courant participer [à l'événement]. |

Il existe presque le même personnage en Catalogne, surnommé el tió. Ce personnage, comme l’Olentzero, distribue des cadeaux. La tradition veut que la famille le représente par un tronc d’arbre recouvert d’une couverture. Autour de ce personnage matérialisé par ce tronc, la famille se réunit les 24 et 25 décembre et, en tout en interprétant des chansons traditionnelles, les membres de la famille donnent tour à tour des coups de bâton sur le tronc, faisant ainsi tomber des présents et des sucreries. Lorsqu’on arrête de chanter, c’est le moment pour les enfants de retirer la couverture et de découvrir leurs cadeaux.